# 광 공중부양

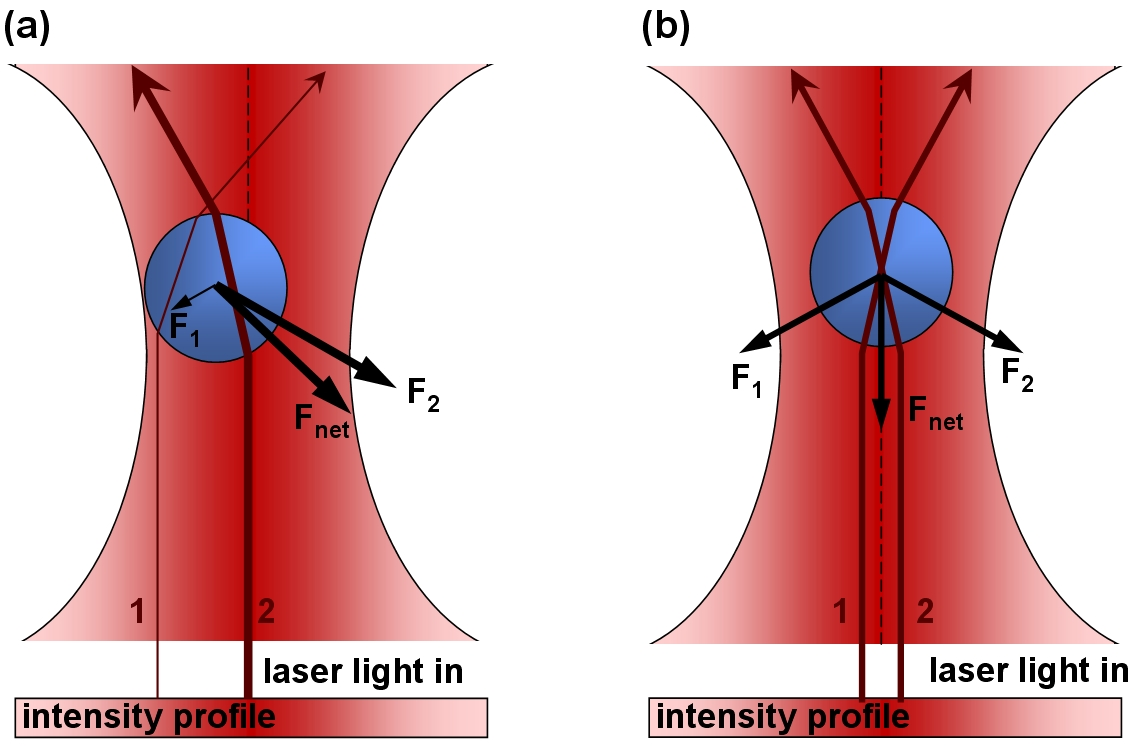
광 공중부양

광학 공중부양(optical levitation)은 아서 애쉬킨에 의해 개발된 방법으로 물질이 광자 운동량 전가로 나오는 상방향력에 의해 중력의 하방향력을 상쇄하여 공중부양된다. 전형적으로 수직 상방향의 충분한 면 밀도의 집광 레이저 빔의 광자 방사압은 서스펜션내의 작은 입자들 잡을 수 있는 안정된 광 트랩을 허여하는 하방향 중력을 상쇄한다.
전형적인 마이크로미터 크기(직경)의 투명 유전 구체 예를 들어서 퓨즈드 실리카 구, 기름 또는 물방울이 이런 형태의 실험에 사용된다. 레이저 방사는 아르곤 이온 레이저 또는 파장조정 가능한 염료 레이저의 그것과 같이 파장내에 고정될 수 있다. 요구되는 레이저 파워는 수십 마이크로 미터의 직경에 집광되는 1 와트 정도이다. 구형 광 캐비티 내의 공명에 의존하는 표면 형상에 관련되는 현상이 여러 연구 그룹에서 연구되었다. 금속성 마이크로 구와 같은 빛나는(반사하는) 물체에 대해서 안정된 광 공중부양은 달성될 수 없다는 것은 매우 분명하다.

## 같이 보기
- 광 핀셋